# Bojong Murni
Bojong Murni is een bestuurslaag in het regentschap Bogor van de provincie West-Java, Indonesië. Bojong Murni telt 4963 inwoners (volkstelling 2010).